# Härnösands kommun
62°37′N 17°56′Ø / 62.617°N 17.933°Ø
Härnösands kommun er en kommune i Sverige langs Ångermanlands kyst, i Västernorrlands län i Norrland.
I 1873 blev de den daværende Härnö landskommun lagt sammen med Härnösands stad. Ved kommunalreformen i 1952 dannedes storkommunen Säbrå af de tidligere kommuner Hemsö, Häggdånger, Stigsjö, Säbrå og Viksjö. Byen Härnösand og landkommunen Högsjö forblev uforandrede. Den nuværende kommune blev til i 1969, da de tre enheder gik sammen og i 1971 blev til Härnösands kommun.

## Befolkningsudvikling[3]
| År   | Indbyggere |
| ---- | ---------- |
| 1970 | 26.953     |
| 1975 | 27.051     |
| 1980 | 27.756     |
| 1985 | 27.338     |
| 1990 | 27.446     |
| 1995 | 27.326     |
| 2000 | 25.493     |
| 2005 | 25.227     |
| 2010 | 24.611     |

## Uddannelse
I kommunen ligger Härnösands gymnasium, Kapellsbergs musikskola, en afdeling af Mittuniversitetet og en række grundskoler.

### Forsvaret
I 1953 dannedes kystartilleriregimentet Härnösands kustartilleriregemente KA5 med tilhørende Hemsö fästning, der i årene 1953-1957 blev sprængt ind i Storåberget på Hemsön. En større tilbygning til Hemsö fästning fandt sted i årene 1961-1963. Efter den kolde krigs afslutning mistede Härnösands sin strategiske betydning hos Forsvaret, hvorefter uddannelsesstederne gradvist blev afviklet. Hemsö fästning blev nedlagt i 1989, Härnösands kustartilleriregemente fulgte i 1997 og i 2008 kom turen til Sjöstridskompaniet. Tilbage er kun Grundläggande Soldat Utbildning i begrænset omfang under Hemvärnet (hjemmeværnet) på det gamle KA5-regimentsområde, også kaldet G23.

## Geografi

### Byområder
- Härnösand
- Ramvik
- Utansjö
- Älandsbro

### Landsbyer
- Brunne och Solberg
- Byåker och del av Helgum
- Fröland
- Gådeå
- Norrstig och Saltvik
- Nässland, Nässlandsbro och Kragom
- Ramsås
- Solumshamn
- Stigsjö
- Sörgården och Byn
- Veda och Mörtsal
- Viksjö
- Ytterfälle

### Øer
- Hemsön
- Härnön
- Lungön
- Åbordsön

## Politik
I mange år har den politiske ledelse skiftet mellem blokkene i Härnösand. I årene 1976-1982 havde det borgerlige Centerpartiet borgmesterposten, derefter overtog Socialdemokraterna. Ved valget i 1985 blev der igen borgerlig flertal og Centerpartiet fik igen borgmesterposten. I 1988 skiftede magten atter og Socialdemokraterna overtog. Ved valget i 1991 fik de borgerlige flertallet og Centerpartiet fik endnu en gang borgmesterposten. Kommunen blev i årene 1998-2006 ledet af Socialdemokraterna, Miljöpartiet og Vänsterpartiet, med Sig-Britt Ahl fra Socialdemokraterna som borgmester fra 2002. Valgperioden 2006-10 blev ledet af den borgerlige Alliansen samt Sjukvårdspartiet, med Anders Gäfvert fra Moderaterna som borgmester. Socialdemokraterna, Vänsterpartiet og Miljöpartiet genvandt magten i 2010 og indsatte Fred Nilsson fra Socialdemokraterna som borgmester.

### Valgresultater ved kommunalvalg i perioden 2002-10
| Parti                    | 2010             | 2010             | 2010            | 2006   | 2006  | 2006     | 2002   | 2002 | 2002     |
| Parti                    | Antal            | %                | Mandater        | Antal  | %     | Mandater | Antal  | %    | Mandater |
| ------------------------ | ---------------- | ---------------- | --------------- | ------ | ----- | -------- | ------ | ---- | -------- |
| Socialdemokraterna       | 6.505            | 40,78            | 18              | 5.352  | 34,31 | 17       | 6.163  | 40,7 | 20       |
| Moderata samlingspartiet | 3.052            | 19,13            | 8               | 2.469  | 15,83 | 8        | 1.585  | 10,4 | 5        |
| Centerpartiet            | 1.383            | 8,67             | 4               | 2.127  | 13,63 | 7        | 2.024  | 13,3 | 6        |
| Vänsterpartiet           | 1.237            | 7,75             | 3               | 1.067  | 6,84  | 3        | 1.440  | 9,5  | 5        |
| Miljöpartiet de Gröna    | 1.188            | 7,45             | 3               | 972    | 6,23  | 3        | 856    | 5,6  | 3        |
| Sjukvårdspartiet         | 950              | 5,96             | 3               | 2.069  | 13,26 | 6        | 1.110  | 7,3  | 4        |
| Folkpartiet liberalerna  | 777              | 4,87             | 2               | 811    | 5,20  | 3        | 1.263  | 8,3  | 4        |
| Kristdemokraterna        | 461              | 2,89             | 1               | 510    | 3,27  | 2        | 643    | 4,2  | 2        |
| Sverigedemokraterna      | 386              | 2,42             | 1               | 204    | 1,31  | —        | —      | —    | —        |
| Øvrige partier           | —                | —                | —               | 20     | 0,13  | —        | 58     | 0,3  | —        |
| Antal gyldige stemmer    | 15.952           | 100              | 43              | 15.601 | 100   | 49       | 15.142 | 100  | 49       |
| Blanke ugyldige stemmer  | 184              |                  |                 | 264    |       |          | 278    |      |          |
| Øvrige ugyldige stemmer  | 10               | 8                | 0               |        |       |          |        |      |          |
| Totalt                   | 16.164 (81,59 %) | 15.873 (79,72 %) | 15.420 (77,1 %) |        |       |          |        |      |          |

## Kendte indbyggere i kommunen
- Anders Jonas Ångström - fysiker, voksede op og gik i skole i Härnösand
- Lena Endre, skådespelerska
- Thorbjörn Fälldin - politiker og fhv. statsminister, blev født, voksede op og bor i Högsjö församling